# 馬克承
馬克承（琉球語：／ ；1819年—？）和名小祿親方良忠（琉球語：〔〕／ ），是琉球國第二尚氏王朝時期政治家。他是馬良弼的後代，三司官馬允中（小祿親方良恭）長子。馬姓小祿家十二世，童名思龜。其名乘原為「良泰」，尚泰王繼位後，為避諱，改名乘為「良忠」。
1852年（咸豐二年），因英國傳教士伯德令逗留於琉球一事，馬克承以王舅身份，同正議大夫梁必達赴福建，同清朝官員商議對策。次年又奉命赴薩摩藩通報此事。1857年，馬克承出任三司官一職，並支持為薩摩藩購買軍艦。1859年，毛恆德誣稱馬克承為當選三司官而行賄，次年初被免職下獄。經尚健審判，馬克承被定為有罪，囚于伊江島的照泰寺。
此後馬克承的詳細經歷不詳，在琉球官方史料及其家譜中均無記載。然而，在中國國家圖書館中藏有清代鈔本《琉球國向克讓等禀》一書，為光緒五年（1879年）五月「琉球國前任國相向克讓、法司毛允良、馬克丞暨眾官眾士民人等」向清廷「陳實情，奉請救君護國，以免憂苦事」的禀文。此向克讓應是曾任琉球攝政的尚允讓（與那城王子朝紀），馬克丞當為曾擔任過三司官的馬克承。由此可知馬克承直到琉球處分之後依然活著，並且積極參與了琉球復國運動。2002年，此鈔本的內容被收錄於《国家图书馆藏琉球资料续编》一書中。

## 家族
- 父：馬允中（小祿親方良恭[4]）
- 母：思武太（號秀雲，向氏東風平親方朝郁女。嘉慶四年（1799年）己未十月六日生，道光三年（1823年）癸未六月三日卒。享年25[5]）
- 姐：塩滿金（嫁向氏豐見城按司朝尊）
- 弟：
  - 馬克任（童名樽金，名乘良厚）
  - 馬克晉（馬氏良恩，嗣馬氏良龍為後）

- 室：思龜（號玉林，向氏波平親方朝典女。嘉慶二十四年（1819年）己卯九月二十四日生，道光二十四年（1844年）甲辰十月二十一日卒。享年26） 
  - 長子：馬周詢（童名眞蒲戸，名乘良休。道光十五年（1835年）乙未八月二十九日生）
  - 次子：馬周章（童名樽金，名乘良榮。道光十八年（1838年）生，夭死。年僅3歲）
  - 長女：眞牛（道光十九年（1839年）己亥九月十五日生，同年十一月二十二日夭死）
  - 次女：眞加戸（號順室。道光二十一年（1841年）辛丑六月十五日生。嫁向氏大城按司朝永，後離別。同治十年（1871年）辛未十月十一日卒。享年三十一）
  - 三女：塩滿金（道光二十四年（1844年）甲辰十月二十一日生。嫁向氏川平里之子朝彬）
- 繼室：眞牛（毛氏嘉手納親方盛方女）
  - 三子：馬周諮（後改名馬周達。童名小樽金，名乘良敦。道光二十九年（1849年）己酉十月十三日生）
  - 四女：思武大（一作「思武太」。同治六年（1867年）丁卯正月十日生）

## 註腳
1. ↑  《馬姓家譜·小祿家·十二世馬克承》：童名思龜，名乘良泰（因「泰」之字國禁改「忠」）[]
2. 1 2  . 北京圖書館出版社. 2002: 817-821. ISBN 9787501319480.
3. ↑  . 國家圖書館出版社. 2009: 131. ISBN 9787501340033.
4. ↑  馬允中的名乘原為「良綱」。後任三司官，因同僚馬氏與那原親方名乘也是「良綱」，為避免混淆，遂改名乘為「良恭」。[永久]
5. ↑  《馬姓家譜·小祿家》[永久]

| 馬克承（小祿良忠）         |                                |                              |
| 前任： 向統績 （幸地朝憲） | 琉球國酉日番法司 1857年—1859年 | 繼任： 馬朝棟 （與那原良恭） |